# Gino Bianco
Pour les articles homonymes, voir Blanco.
Gino Bianco, né le 22 juillet 1916 à Milan et mort le 8 mai 1984 à Rio de Janeiro, est un ancien pilote automobile brésilien, d'origine italienne.

## Biographie
Gino Bianco a débuté à la fin des années 1930 par de petites courses organisées au Brésil, avant d'aborder la compétition internationale au début des années 1950 grâce à l'Automobile Club Brésilien. Il a notamment disputé un Grand Prix de championnat du monde en 1952, sur Maserati.

## Résultats en championnat du monde de Formule 1
| Saison | Écurie                 | Châssis        | Moteur              | Pneus   | GP disputés | Points inscrits | Classement |
| ------ | ---------------------- | -------------- | ------------------- | ------- | ----------- | --------------- | ---------- |
| 1952   | Escuderia Bandeirantes | Maserati A6GCM | Maserati 6 en ligne | Pirelli | 4           | 0               | non classé |